# アブサロカ山脈

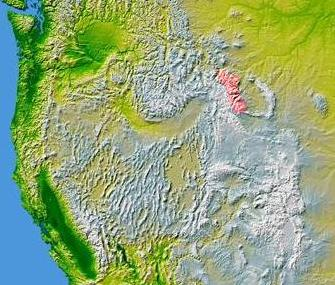
アブサロカ山脈

アブサロカ山脈（Absaroka Range）とは、ロッキー山脈東側の支脈の一つである。モンタナ州とワイオミング州の境界を横切り約240キロメートルにわたって伸びており、イエローストーン国立公園の東側の境界になっている。
山脈の最高峰は標高4009メートルのフランクス峰である。
この山脈は、イエローストーン川とその支流ビッグホーン川などの流域となっている。
アブサロカ山脈の大部分は保護されており、イエローストーン国立公園以外にもアブサロカ・ベアトゥース自然環境保護地域、ノースアブサロカ自然環境保護地域、ティトン自然環境保護地域、ワシャキー自然環境保護地域がある。これらはすべてカスター国有林とショショーニ国有林内にある。